# Vitalij Minakov
Vitalij Viktorovič Minakov (in russo Виталий Викторович Минаков?; Brjansk, 6 febbraio 1985) è un lottatore di  arti marziali miste e judoka russo.
Combatte nella divisione dei pesi massimi per l'organizzazione russa EFC. In passato ha militato anche nelle promozioni Bellator, dove è stato campione di categoria tra il 2013 e il 2016, ed M-1 Global.

## Caratteristiche tecniche
Lottatore dal fisico solido e possente, Minakov è un combattente abbastanza completo, abile sia nel combattimento a piedi che in quello a terra. Con discrete abilità nel judo e nella lotta libera, dispone di un ampio bagaglio di sottomissioni.

## Carriera nelle arti marziali miste

### Bellator MMA
Nel giugno 2012 il russo sigla un contratto con la promozione Bellator, seconda più importante realtà nelle arti marziali miste dopo la UFC.
Compie il suo debutto il 2 novembre seguente a Bellator 79, quando sconfigge il cintura nera di judo moldavo Vladimir Starcencov via KO tecnico al secondo round.